# 交響組曲「ドラゴンクエストIX」星空の守り人
『交響組曲「ドラゴンクエストIX」星空の守り人』（こうきょうくみきょく ドラゴンクエストナイン ほしぞらのまもりびと）は、『ドラゴンクエストIX 星空の守り人』の音楽CDである。

## 解説
シリーズ9作目となる『ドラゴンクエストIX 星空の守り人』の交響組曲である。作曲・指揮はすぎやまこういち、演奏は東京都交響楽団、コンサートマスターは矢部達哉。
CDジャケットは『交響組曲「ドラゴンクエストVIII」空と海と大地と呪われし姫君』から継続している風景写真を採用している。

## 収録楽曲
録音日・場所：2009年10月7日・9日／大田区民ホール「アプリコ」
| No. | No. | 楽曲名             | 備考 |
| --- | --- | ------------------ | --- |
| 1   | 1   | 序曲IX             | - イントロ部分がIV〜VIIIまで使用されていたものから一新された - 本曲はDS内蔵音源ではなく、東京都交響楽団の演奏によるストリーム音源が使用されており、ナンバリングオリジナルでは初めてのケース - 今作ではメインメロディは1度しか流れない（ただし、交響組曲版では2回、2回目はVIII同様）           |
| 2   | 2   | 天の祈り           | - 天使界、天の箱舟の封印された部屋で使われる - ゲーム冒頭で長時間流れることを考慮してパートが追加された |
| 3   | 3   | 宿命               | 『悲壮なるプロローグ』の原曲であり、とあるムービーシーンでのみ流れる |
| 3   | 4   | 悲壮なるプロローグ | 本作のプロローグとして一度だけ流れる |
| 4   | 5   | 王宮のオーボエ     | 城のBGMであるが、エルシオン学院でも使われる |
| 5   | 6   | 来たれわが街へ     | 昼の街のBGMとして流れる |
| 5   | 7   | 夢見るわが街       | 「来たれわが街へ」のアレンジ曲であり、夜の街で流れる |
| 5   | 8   | 酒場のポルカ       | リッカの宿屋やグビアナ城下町のダンスホールで使われる |
| 6   | 9   | 野を越え山を越え   | シングルプレイをしているときのフィールドで使われる |
| 6   | 10  | 仲間とともに       | マルチプレイをしているときのフィールドで使われる |
| 6   | 11  | 箱舟に乗って       | 天の箱舟に乗っているときに流れ、箱舟のイベント時にも使われる |
| 7   | 12  | 陽だまりの村       | 村のBGMであるが、船着場でも使われる |
| 7   | 13  | 村の夕べ           | 「陽だまりの村」のアレンジ曲であり、夜の村で流れる |
| 8   | 14  | 負けるものか       | 通常戦闘曲であるが、カルバドの集落やカデスの牢獄のフィールドイベントなどでも流れる |
| 8   | 15  | 渦巻く欲望         | - 各種中ボス、堕天使エルギオス（変身前）との戦闘時の曲 - また、暗黒皇帝ガナサダイ（変身後）の戦闘BGMもこの曲だったことと、その直前及び直後にバルボロスとの戦いが行われなかったことから、前述のFC版『III』でのバラモス戦と同じように、「黒幕は別にいる」と思わせる演出効果となっている[要出典] |
| 9   | 16  | 暗闇の魔窟         | ルディアノ城やカズチャ村でも流れる |
| 9   | 17  | 洞窟のワルツ       | ストーリー序盤に登場する黒騎士に関するイベントで流れ、前述の『暗闇の魔窟』をワルツ調にアレンジしたもの |
| 9   | 18  | そびえ立つ死の気配 | カデスの牢獄や閉ざされた牢獄でも流れる |
| 10  | 19  | 集え、者たち       | ダーマ神殿で使われ、序曲の弦楽四重奏版の中盤部分のアレンジをそのまま流用している |
| 10  | 20  | 祈りの詩           | メロディを流用したとされる『この想いを…』（VIII）と使われる場面が似ている |
| 10  | 21  | せつなき思い       | - ベクセリアの初回訪問時など深刻な事態が起こっている時やタダマルダの穴（ある人物の墓）など悲しみを象徴する場所で流れる - ダーマの塔の最上階や海辺の洞窟の頂上、石の町などでも使用 |
| 11  | 22  | サンディのテーマ   | 戦歴画面や天の箱舟の中で流れるであり、ガングロ妖精サンディをイメージした曲 |
| 11  | 23  | サンディの泪       | 『サンディのテーマ』のアレンジ |
| 12  | 24  | 運命に導かれ       | 神の国で使われる |
| 12  | 25  | 主なき神殿         | 絶望と憎悪の魔宮で使われ『運命に導かれ』のモチーフが随所に使われている |
| 13  | 26  | 決戦の時           | - 堕天使エルギオス第二形態との戦闘時の曲 - 『天の祈り』のメロディと『序曲』のメロディが取り入れられている |
| 14  | 27  | 星空へ             | 『天の祈り』のメロディがフルート、オーボエ、クラリネットにより奏でられ、そのまま『星空の守り人』へ続く |
| 14  | 28  | 星空の守り人       | 『天の祈り』により、長調へと転じ幕を閉じる |